# ألكسندرو سافوليسكو
ألكسندرو سافوليسكو (بالرومانية: Alexandru Săvulescu)‏ (مواليد 8 يناير 1898) هو لاعب كرة قدم. يلعب مع منتخب رومانيا لكرة القدم. سبق له أن لعب في كأس العالم لكرة القدم مع منتخب بلاده.

## روابط خارجية
- ألكسندرو سافوليسكو على موقع عالم كرة القدم.نت (الإنجليزية)